# Henri Chardon
Henri Georges Chardon, né à Saint-Lô (Manche) le 1er octobre 1861 et mort à Montreux (Vaud) (Suisse) le 25 avril 1939, est un haut fonctionnaire français.

## Biographie

### Jeunesse et études
Henri Chardon étudie à l'École libre des sciences politiques, et est titulaire d'un doctorat en droit.

### Parcours professionnel
Il est conseiller d'État de 1885 à 1936. Il est président du Conseil du réseau des chemins de fer de l'État de 1913 à 1937. Il est élu membre de l'Académie des sciences morales et politiques en 1920.
Il a publié une partie de ses ouvrages sous le pseudonyme d'Henri Mauprat. C'est également sous ce nom qu'il a peint de très nombreuses aquarelles des paysages du Cotentin et de l'Eure. Le quai du port de Barfleur où il passait ses vacances porte son nom.

## Publications
- Des Arrhes dans la vente romaine, en droit romain. Du Rôle et des attributions de la Cour des Comptes en ce qui concerne la gestion des de l'État, en droit français, thèse pour le doctorat, 1885
- Du Rôle et des attributions de la Cour des Comptes en ce qui concerne la gestion des deniers de l'État, 1885
- Les Travaux publics : essai sur le fonctionnement de nos administrations, 1904
- Passions d'hier et passions d'aujourd'hui : Amours de Napoléon, Mariage de ministre, scènes dialoguées, 1906
- L'Administration de la France. Les fonctionnaires : les fonctionnaires de gouvernement ; le Ministère de la Justice, 1908
- Souvenirs de 1900, 1910
- Fulgence Fulbert l'anticlérical. Joie d'automne. Chef de bureau et romancier, roman paru sous le pseudonyme d'Henri Mauprat, 1910
- Le Pouvoir administratif : la réorganisation des services publics ; la réforme administrative ; le statut des fonctionnaires et l'interdiction de la grève dans les services publics ; la suppression du Ministère de l'Intérieur, 1911
- La République victorieuse. Les origines de la guerre ; aux champs de Seine-et-Marne ; la Sainte-Alliance des peuples ; l'organisation de la République, 1916
- Études sur l'organisation de la République nouvelle. L'organisation de la police, 1917
- L'Organisation d'une démocratie : les deux forces, le nombre, l'élite, 1921
- L'Organisation de la République pour la paix, 1926